# Betrayal
Betrayal é um filme britânico de 1983, do gênero drama, dirigido por David Hugh Jones e estrelado por Jeremy Irons e Ben Kingsley.